# 坂東工
坂東 工（ばんどう たくみ、1977年7月25日 - ）は、日本の俳優、アーティストである。株式会社MORIYA代表。東京都の出身で、日本大学芸術学部を卒業後に渡米して2007年に帰国した。身長は177センチメートル (cm)。

## 来歴
2歳から水泳を練習した。家庭の都合で10歳頃から一人で生活し、中学1年次に空手を習い始めた。大学を卒業後に渡米して1年半でニューヨーク、サンディエゴ、ネバダ州、コロラド州、アリゾナ州などを車で巡りつつ、採掘や狩猟などに興味を抱いた。サンフランシスコの American Conservatory Theatre (ACT) に1年間在籍して演技を学び、25歳でニューヨークでエージェントと契約するとパフォーマンス集団を立ち上げて東海岸各地で公演する。2005年にマーティンスコセッシ監督、映画『ディパーテッド』で Chinese Triad にて、初めてハリウッド映画に出演する。
同年、クリントイーストウッド監督の映画『硫黄島からの手紙』にてメインキャスト・谷田大尉役を一般オーディションから配役される。
同映画に出演後、言語障害になる。2007年に帰国。
2011年から芸術活動を始め、初個展の出品作『生きる』を制作後、言語障害が治る。同作品は川崎市美術展の奨励賞を受賞する。
2014年に中東など世界を巡る。
2015年に映画『真田十勇士』の衣装製作を依頼される。
2016年に映画『忍びの国』で鈴木亮平が演じた下山伝兵衛 、2018年にNHK大河ドラマ『西郷どん』で渡辺謙が演じた島津斉彬の衣装を製作した。
2018年12月に株式会社MORIYAを設立し、2019年6月にオンラインギャラリー iiwii を開設し、7月に iiwii 展をニューヨークで催した。
2019年、個展『つながるピース PEACE&PIECE』を催し、Creema Springsのクラウドファンディングでは開始45分で絵画25枚が売切れて追加25枚が当日に完売した。
2017年からAmazon Primeにて『バチェラー・ジャパン』2020年10月より『バチェロレッテ・ジャパン』、それぞれで司会進行役を担当している。
現在、人や場所、物のエネルギーを感じとり、絵画として表現するオーラアートが注目を集めている。

## 出演

### 出演番組
- バチェラー・ジャパン シーズン1（2017年） - 司会進行役
- バチェラー・ジャパン シーズン2（2018年） - 司会進行役
- バチェラー・ジャパン シーズン3（2019年）- 司会進行役
- バチェロレッテ・ジャパン シーズン1（2020年）- 司会進行役
- バチェラー・ジャパン シーズン4（2021年）- 司会進行役
- バチェロレッテ・ジャパン シーズン2 (2022年) - 司会進行役
- バチェラー・ジャパン シーズン5（2023年）- 司会進行役
- バチェロレッテ・ジャパン シーズン3 (2024年) - 司会進行役
- バチェラー・ジャパン シーズン6（2025年）- 司会進行役

### 映画
- UMAMI（2006年） - しげる 役
- Milieu（2006年） - 主演Y 役
- ディパーテッド（2007年） - Chinese Triad 役
- 硫黄島からの手紙（2007年） - 谷田大尉 役
- 明日への遺言（2008年） - 森里通訳官 役
- 陰獣（2008年） - Pimp 役
- レイン・フォール/雨の牙（2009年） - Ken Yanagihara 役
- ダーリンは外国人（2010年） - 謙二 役
- 雷桜（2010年） - 三郎太 役
- 名無しの十字架（2012年） - 十太 役
- 100回泣くこと（2013年） - 柳工場長 役
- 悪の教典（2012年）
- 地獄でなぜ悪い（2013年） - チンピラ 役
- ゲノムハザード ある天才科学者の5日間（2014年） - 源崎 役
- るろうに剣心 京都大火編 / 伝説の最期編（2014年） - 斎藤の側近 役
- 秘密 THE TOP SECRET（2016年） - 小池浩貴 役
- ミュージアム（2016年） - 刑事 役
- 真田十勇士（2016年） - 毛利勝永 役
- 土竜の唄 香港狂騒曲（2016年） - ダニー 役
- アンチポルノ（2017年） - 原口あやお 役
- PとJK（2017年） - バーテンダー 役
- スマホを落としただけなのに（2018年） - 西島刑事 役

### テレビドラマ
- 三代目のヨメ!（2008年、TBS）
- 感染爆発〜パンデミック・フルー（2008年、NHK）
- 秘書のカガミ（2008年、テレビ東京）
- 密命 寒月霞斬り（2008年、テレビ東京）
- ヤスコとケンジ（2008年、日本テレビ）
- 怨み屋本舗 REBOOT（2009年、テレビ東京）
- 99年の愛〜JAPANESE AMERICANS〜（2010年、TBS）
- 戦力外捜査官（2014年、日本テレビ）
- 東京が戦場になった日（2014年、NHK）
- 玉音放送を作った男たち（2015年）
- 世界はひばりを待っている（2015年、NHK）
- 撃てない警官（2016年、WOWOW）
- 火花（2016年、Netflix）
- 脳にスマホが埋められた!（2017年、読売テレビ）
- アイアングランマ2（2018年、NHK）
- 深夜のダメ恋図鑑（2018年、朝日放送テレビ）
- レンアイ漫画家（2021年、フジテレビ）-八代貴之 役

### 舞台
- 四十雀の恋（2008年、THEATER/TOPS）
- 劇団新幹線 蜉蝣峠（2009年）
- 中津留章仁 LOVERS 水無月の云々（2012年）
- 第三世代（2012年）
- トラッシュマスターズ 来訪者（2013年）
- トラッシュマスターズ 虚像の礎（2014年）
- トラッシュマスターズ 儚みのしつらえ（2014年）